# 보더스 그룹
보더스 그룹(영어: Borders Group)은 미국 미시간주 앤아버에 본사를 둔 국제적인 서점 체인으로, 2011년에 파산했다. 포춘 500에 선정되었던 적도 있으며, 미국에서 2005년에는 반스 & 노블에 이어 두 번째로 큰 서점 체인이였다. 도서, CD, DVD, 정기 간행물, 선물 및 문구를 판매하고 있었다. 2006년에는 미국 내에 약 500 보더스 상점과 쇼핑몰의 세입자로서 약 700개의 보더스 익스프레스 (Borders Express) 및 월든북스 (Waldenbooks)를 경영하고 있었다. 2011년 2월 16일, 연방 도산법 제11장 적용을 신청했다고 발표했다. 경쟁사의 반스 & 노블은 동년 9 월에 보더스가 보유한 브랜드 서비스를 인수한다고 발표했다. 연방 도산법 제7장 (파산 처리)의 적용으로 변경되어, 2011년 9월에 전 점포의 영업을 중지하고 10월에는 웹사이트도 반스 & 노블로 넘겨졌다.

## 같이 보기
- 소매업 종말